# Transport Theory and Statistical Physics
Transport Theory and Statistical Physics is een internationaal, aan collegiale toetsing onderworpen wetenschappelijk tijdschrift op het gebied van de
toegepaste wiskunde en de mathematische fysica.
De naam wordt in literatuurverwijzingen meestal afgekort tot Transport Theor. Stat. Phys. Het tijdschrift wordt uitgegeven door Taylor & Francis en verschijnt 8 keer per jaar.
Het eerste nummer verscheen in 1971.